# Nettuno
Nettuno  ist eine zur Metropolitanstadt Rom gehörende Gemeinde im italienischen Latium mit 48.237 Einwohnern (Stand 31. Dezember 2023). Der einst wenig bedeutende Fischerort liegt am Tyrrhenischen Meer und gilt heute als Badeort.

## Geschichte

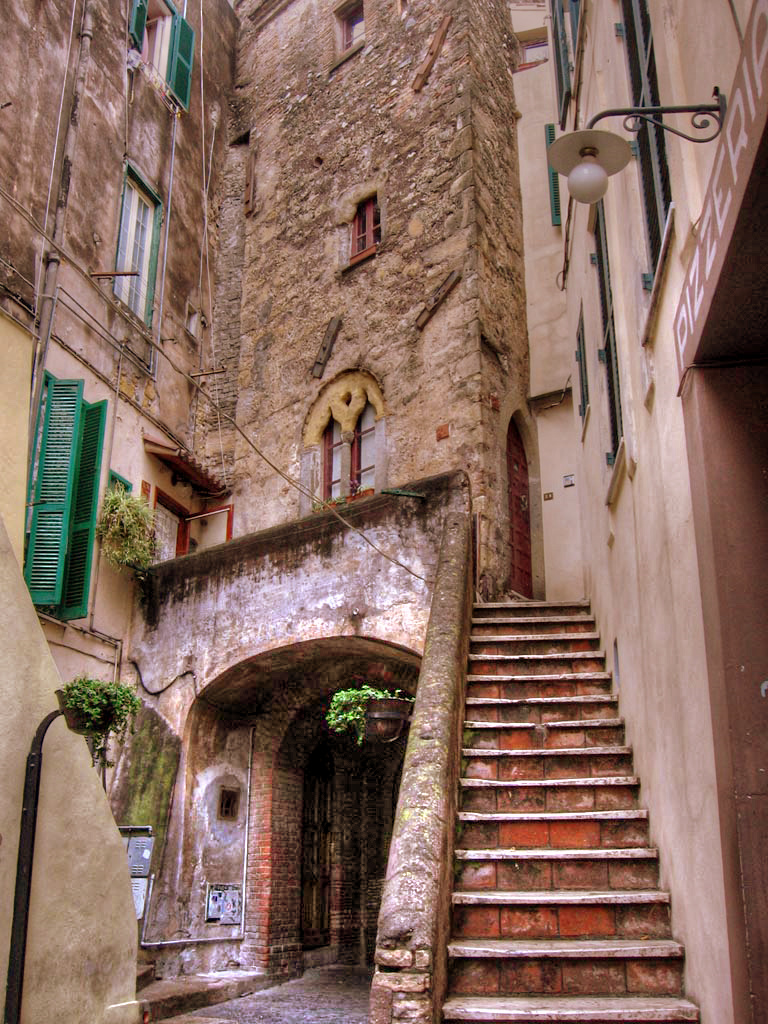
Mittelalterliche Altstadt

Der Name des Ortes geht auf den Gott Neptun zurück, dem an der Stelle der heutigen Kirche San Giovanni ein Tempel geweiht gewesen sein soll. Im 9. Jahrhundert sollen hier Sarazenen gewohnt haben. Auf dem noch heute erkennbaren antiken Hafen wurde im 12. Jahrhundert die Torre Astura errichtet. Die zum Teil noch heute erhaltenen Stadtmauern wurden 1501 bis 1503 in dem zum Kirchenstaat gehörenden Hafenort durch ein bastioniertes Fort nach Plänen von Giuliano da Sangallo ergänzt. 1594 ging der Ort aus dem Besitz der Mönche von Grottaferrata an die päpstliche Camera Apostolica über. Im Jahre 1832 erwarb die Familie Borghese einen beträchtlichen Landbesitz und erhielt 1833 den Titel eines Fürsten von Nettuno verliehen; sie besitzt noch heute die Villa Costaguti-Borghese.
1902 wurde in Nettuno die heilige Maria Goretti begraben und 1929 ins Marienheiligtum Nostra Signora delle Grazie e Santa Maria Goretti überführt, wo sie heute in der Krypta ruht.
Im Zweiten Weltkrieg war die Stadt heftig umkämpft und erlitt schwere Zerstörungen. Am 22. Januar 1944 war die Umgebung von Nettuno Schauplatz der Operation Shingle, der amphibischen Landungsoperation der Alliierten. An der Operation war hauptsächlich das VI. amerikanische Korps unter Major General John P. Lucas beteiligt. Ziel der Amerikaner war es, die deutsche Hauptverteidigungslinie in Mittelitalien zu umgehen, um somit den Vormarsch auf Rom zu beschleunigen. Die Operation und die folgenden Gefechte werden auch als Schlacht von Anzio-Nettuno bezeichnet, bei der die 29. SS-Waffen-Grenadier-Division den Alliierten schwere Verluste zufügte. In Nettuno ruhen auf dem Sicily–Rome American Cemetery and Memorial 7860 US-Soldaten, die bei den Landungen auf Sizilien, bei Salerno sowie bei Anzio und Nettuno fielen.

## Politik
Am 26. Mai 2019 wurde Alessandro Coppola (Mitte-Rechts) zum Bürgermeister gewählt und am 11. Juni im Amt bestätigt.

## Religion
Die Einwohner von Nettuno gehören mehrheitlich der römisch-katholischen Glaubensgemeinschaft an. Die Stadt gehört zum Bistum Albano und hat zehn Pfarrgemeinden.

## Persönlichkeiten
- Maria Angela Cassol (* 1956 in Nettuno), italienische Medailleurin

## Sport
Der Fußballspieler Bruno Conti wurde 1955 in Nettuno geboren, das sich auch Stadt des Fußballs nennt. Die Amerikaner sollen im Zweiten Weltkrieg den Baseball nach Nettuno gebracht haben; die Mannschaft des Vereins Danesi Nettuno gilt heute als eine der besten Italiens.

## Wirtschaft
Ackerbau und Lebensmittelverarbeitung spielen eine wichtige Rolle.

### Weinbau
Unter der Bezeichnung Nettuno DOC werden hier und in der Nachbargemeinde Anzio Weiß-, Rosé- und Rotweine produziert, die seit 2003 eine „kontrollierte Herkunftsbezeichnung“ (Denominazione di origine controllata – DOC) besitzen, die zuletzt am 7. März 2014 aktualisiert wurde. Der bekannte Weißwein Nettuno Bellone oder Nettuno Cacchione wird überwiegend aus der Rebsorte Bellone, die lokal auch Cacchione genannt wird, hergestellt. Bei der Herstellung von Rot- und Roséweinen kommen überwiegend die Rebsorten Merlot und Sangiovese zum Einsatz.

## Partnerstädte
Nettuno unterhält partnerschaftliche Beziehungen zu folgenden Städten.
- Traunreut (Deutschland), Verschwisterung seit 1973
- Bandol Département Var (Frankreich), Verschwisterung seit 1992
- Wehr (Deutschland), Freundschaftsvertrag seit 2007
- Corinaldo Region Marken (Italien), Geburtsort der Maria Goretti, Freundschaftsvertrag seit 2004
- Ipswich Grafschaft Suffolk (England), Freundschaftsvertrag
- Ardee County Louth (Republik Irland), Freundschaftsvertrag seit 2010
- Onex politische Gemeinde des Kantons Genf (Schweiz), Freundschaftsvertrag

## Trivia
Nettuno ist Schauplatz des Romans „Der Herr der Unruhe“ von Ralf Isau.